# アリョーナ・ムーン
アリョーナ・ムーン（Aliona Moon）、本名アリョーナ・ムンテァヌ（ルーマニア語: Aliona Munteanu）は、モルドバ共和国の歌手である。

## 経歴
幼少期より歌唱に興味があり、地元の音楽祭に数多く参加した。また、モルドバ国際自由大学でジャーナリズムを学んでいる。
2010年の音楽タレント・オーディション番組「Fabrica de Staruri 2」への参加により、広く大衆に知られるようになる。
ユーロビジョン・ソング・コンテスト2012では、代表曲「Lăutar」を歌うモルドバ共和国代表パシャ・パルフェニのバックシンガーとしてステージに立った経験がある。ユーロビジョン・ソング・コンテスト2013では逆に、「A Million」のバックシンガーとしてパシャ・パルフェニを起用する。
2013年3月16日、ユーロビジョン・ソング・コンテスト2013のモルドバ共和国代表選考決勝戦で楽曲「A Million」を歌って優勝を果たし、5月にスウェーデン・マルメで開催される同大会のモルドバ共和国代表に選出された。